# 12490 Leiden
A 12490 Leiden (ideiglenes jelöléssel 1997 JB13) egy kisbolygó a Naprendszerben. Eric Walter Elst fedezte fel 1997. május 3-án.